# Putschall
Putschall je naselje v Občini Großkirchheim v Okraju Špital ob Dravi  na Koroškem v Avstriji.